# Bức màn tre

Bức màn tre năm 1959. Những đường màu đen mô tả bức màn tre. Chú ý lúc này Lào đang là đồng minh với Hoa Kỳ, khi mà những người cộng sản Pathet Lào còn chưa kiểm soát đất nước. Biên giới của các quốc gia hậu Xô viết không được thể hiện đúng niên đại.

Bức màn tre là một uyển ngữ thời chiến tranh Lạnh cho sự phân chia ranh giới giữa các quốc gia cộng sản và các quốc gia tư bản hoặc phi cộng sản ở Đông Á, đặc biệt là Cộng hòa Nhân dân Trung Hoa. Cụm từ này thi thoảng được dùng để chỉ khu phi quân sự Triều Tiên chia cắt Triều Tiên và Hàn Quốc hoặc đường biên giới ở Đông Nam Á ngăn cách chủ nghĩa cộng sản và phương Tây.
Trong thời kỳ cách mạng văn hóa, chính quyền Trung Quốc đã ra lệnh hạn chế đi lại qua những ranh giới này, cấm đi vào hoặc ra khỏi quốc gia mà không có sự cho phép rõ ràng từ chính quyền Trung Quốc. Nhiều người tị nạn khi cố gắng đi đến các nước tư bản đã không thể trốn thoát theo cách băng qua "bức màn" này. Thi thoảng khi sự kiểm soát được nới lỏng, đã có nhiều làn sóng người tị nạn vào Hong Kong khi đó còn là thuộc địa của Anh.
Thuật ngữ "bức màn tre" ít được sử dụng hơn cụm từ "bức màn sắt" một phần bởi 
trong khi "bức màn sắt" gần như cố định trong hơn 40 năm thì "bức màn tre" thay đổi liên tục. Đây cũng là một sự mô tả kém chính xác về tình hình chính trị của châu Á vì không có sự cố kết bên trong Khối cộng sản Đông Á mà cuối cùng đã gây ra chia rẽ Trung-Xô; chính quyền cộng sản Mông Cổ, Việt Nam và sau đó là Lào ủng hộ Liên Xô trong khi chế độ Pol Pot của Campuchia lại trung thành với Trung Quốc. Không lâu sau chiến tranh Triều Tiên, Bắc Triều Tiên tuyên bố không ngả theo bất cứ bên nào. Tuy vẫn từ chối đứng về một bên nhưng Triều Tiên ngày nay đi theo một hướng khác bằng cách tuyên bố đoàn kết với cả Trung Quốc và Nga.
Mối quan hệ được cải thiện giữa Hoa Kỳ và Trung Quốc trong giai đoạn sau của chiến tranh Lạnh đã khiến cho thuật ngữ này ít nhiều trở nên lỗi thời, trừ khi nó dùng để nói về bán đảo Triều Tiên hoặc sự phân cắt giữa các đồng minh của Mỹ và của Liên Xô ở Đông Nam Á. Ngày nay, khu phi quân sự giữa Hàn Quốc và Triều Tiên được gọi là DMZ. "Bức màn tre" thường được sử dụng hơn để nói đến tình trạng đóng cửa biên giới và kinh tế của Myanmar.